# Yvon Collin
Pour les articles homonymes, voir Collin.
Yvon Collin, né le 10 avril 1944 à Montauban, est un homme politique français. Il est président du Mouvement radical de gauche de 1988 à 1989 et sénateur de Tarn-et-Garonne de 1988 à 2020.

## Biographie

### Famille et formation
En 2021, sa fille Nathalie accuse Jean-Michel Baylet, figure politique locale et ami de longue date d’Yvon Collin, de viol et agressions sexuelles lorsqu'elle avait 12 ans,.

## Parcours politique
Directeur de cabinet de formation, Yvon Collin est élu sénateur de Tarn-et-Garonne le 31 juillet 1988, puis réélu le 24 septembre 1995 et le 26 septembre 2004. Il est président du Mouvement des radicaux de gauche de 1988 à 1989. Il est élu président du groupe du RDSE en septembre 2008, fonction qu'il conserve jusqu'en 2011, date à laquelle il est battu par Jacques Mézard.
Maire de Caussade, il n'est pas réélu à la suite de la défaite de sa liste, le 16 mars 2008, face à la liste UMP, conduite par François Bonhomme.
En juillet 2011, Yvon Collin qualifie Martine Aubry de « candidate de substitution » après l'affaire DSK et affirme son soutien pour François Hollande, des propos qui ont été fortement condamnés par Jean-Michel Baylet, président du PRG.
En conflit avec Jean-Michel Baylet, il contribue en 2014 et 2015 à la perte par celui-ci de ses mandats de sénateur et de président du Conseil départemental du Tarn-et-Garonne. Entré en dissidence, il n'est plus affilié au PRG mais reste dans le groupe parlementaire RDSE.
Il parraine le candidat En marche ! Emmanuel Macron pour l'élection présidentielle 2017.
Il est président de la Commission supérieure du service public des postes et communications électroniques du 18 octobre 2018 au 11 février 2021.

## Affaire judiciaire
Le bureau du Sénat vote la levée de l'immunité parlementaire d'Yvon Collin, visé par une enquête pour corruption, le 15 avril 2015. Préalablement, le président de la Haute Assemblée, Gérard Larcher a rappelé que « le sénateur Collin avait lui-même demandé la levée de son immunité afin qu'il puisse s'exprimer sur les faits qui lui sont reprochés ». Le Sénat répond ainsi favorablement à la demande du parquet général de Lyon, où le dossier est instruit.
L'affaire remonte à la campagne des élections régionales de 2010. Yvon Collin est soupçonné d'avoir reçu cette année-là 40 000 euros d'un proche, et ce en échange de l'embauche du fils de ce dernier au conseil général.
Il est placé en garde à vue le 29 septembre 2015, puis remis en liberté le lendemain.
Le 3 novembre 2017, il est condamné à deux ans de prison dont un avec sursis et à la confiscation de 40 000 euros, qu'il a perçu pour financer une campagne électorale en 2010. Il fait appel. En appel, l'avocat général demande quatre ans de prison, dont deux ans ferme et quatre ans d'inéligibilité avec exécution provisoire et 50 000 € d'amende.